# 東涌灣

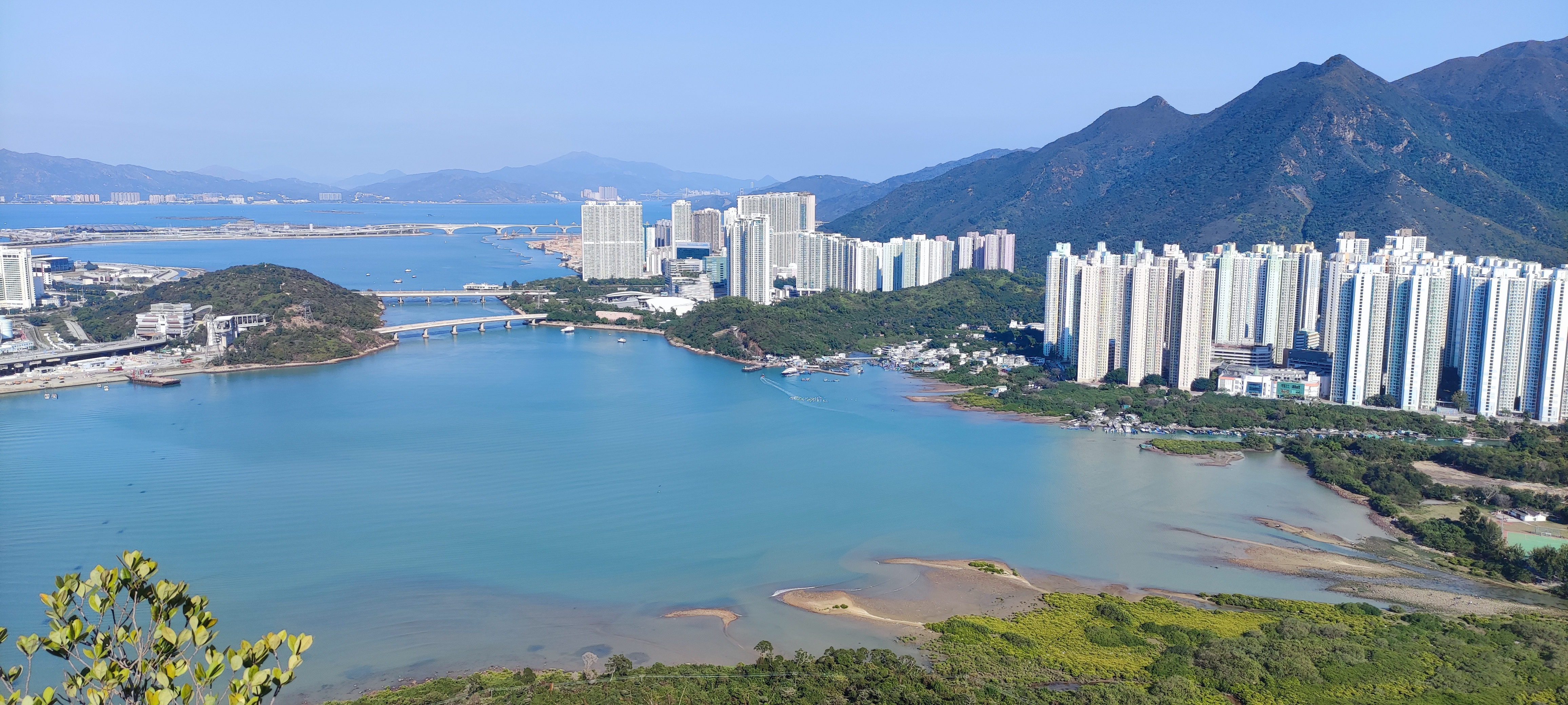
東涌灣

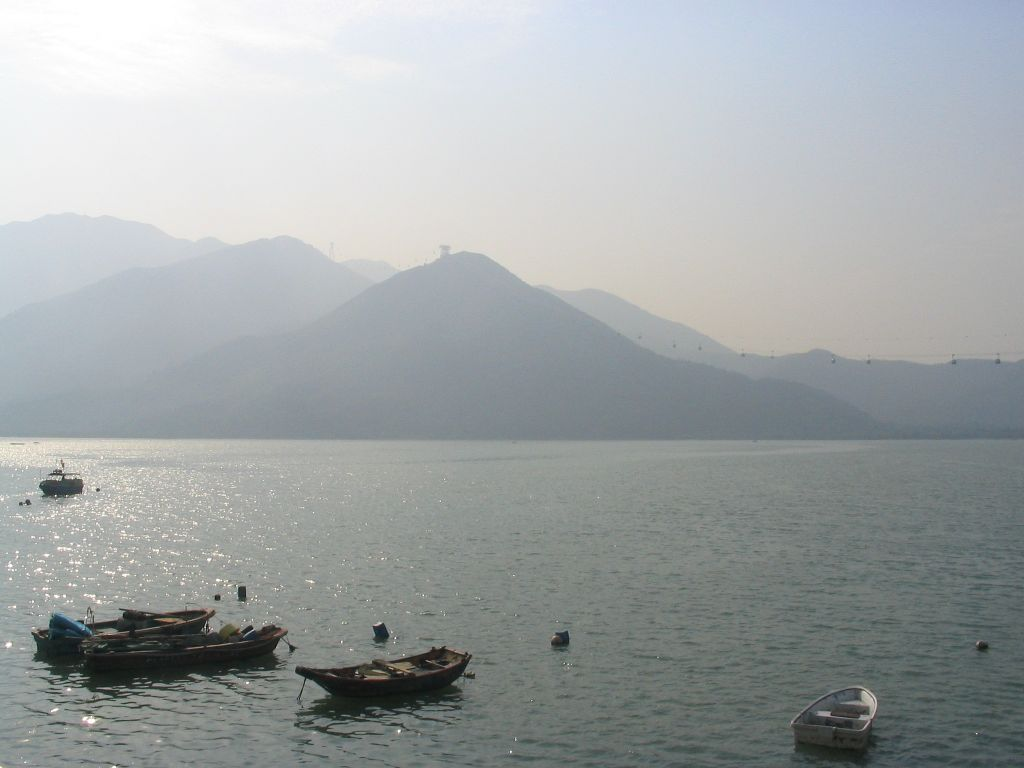
從東涌海旁眺望東涌灣

東灣是位於香港新界大嶼山北部的海灣，屬於離島區，鄰近沙咀頭、東涌和香港國際機場。從港鐵東涌站步行10分鐘即可抵達。

## 歷史
根據香港政府原來規劃，東涌灣一帶會填海，成為北大嶼山（東涌）新市鎮的擴展部分；但隨着香港人保育意識提高，「東涌西」填海計劃已經取消，東涌灣得以保留。
現時東涌灣東部建有港珠澳大橋香港口岸和西部建有港珠澳大橋的高架橋，但這些十大基建工程卻令該處水質明顯變差和間接地令中華白海豚從此在該水域和鄰近海域絕跡。

## 事件
2012年報章報導東涌灣侯王宮對開的泥灘成為摸蜆熱點，經常吸引市民和附近居民到來摸蜆，因為離岸較遠的蜆較為肥美，潮漲時海水來得甚急，市民隨時被困，更曾有市民遇溺。